# برايان هاربر
برايان هاربر (بالإنجليزية: Brian Harper)‏ هو لاعب كرة قاعدة أمريكي، ولد في 16 أكتوبر 1959 في لوس أنجلوس في الولايات المتحدة.

## وصلات خارجية
- برايان هاربر على موقع دوري كرة القاعدة الرئيسي (الإنجليزية)
- برايان هاربر على موقعبيزبول رفرنس.كوم (الدوري الرئيسي) (الإنجليزية)
- برايان هاربر على موقعبيزبول رفرنس.كوم (الدوري الثانوي) (الإنجليزية)
- برايان هاربر على موقع إي إس بي إن.كوم (أم.أل.بي) (الإنجليزية)
- برايان هاربر على موقع مشجعي الرسوم البيانية (الإنجليزية)